# Iran Aseman Airlines

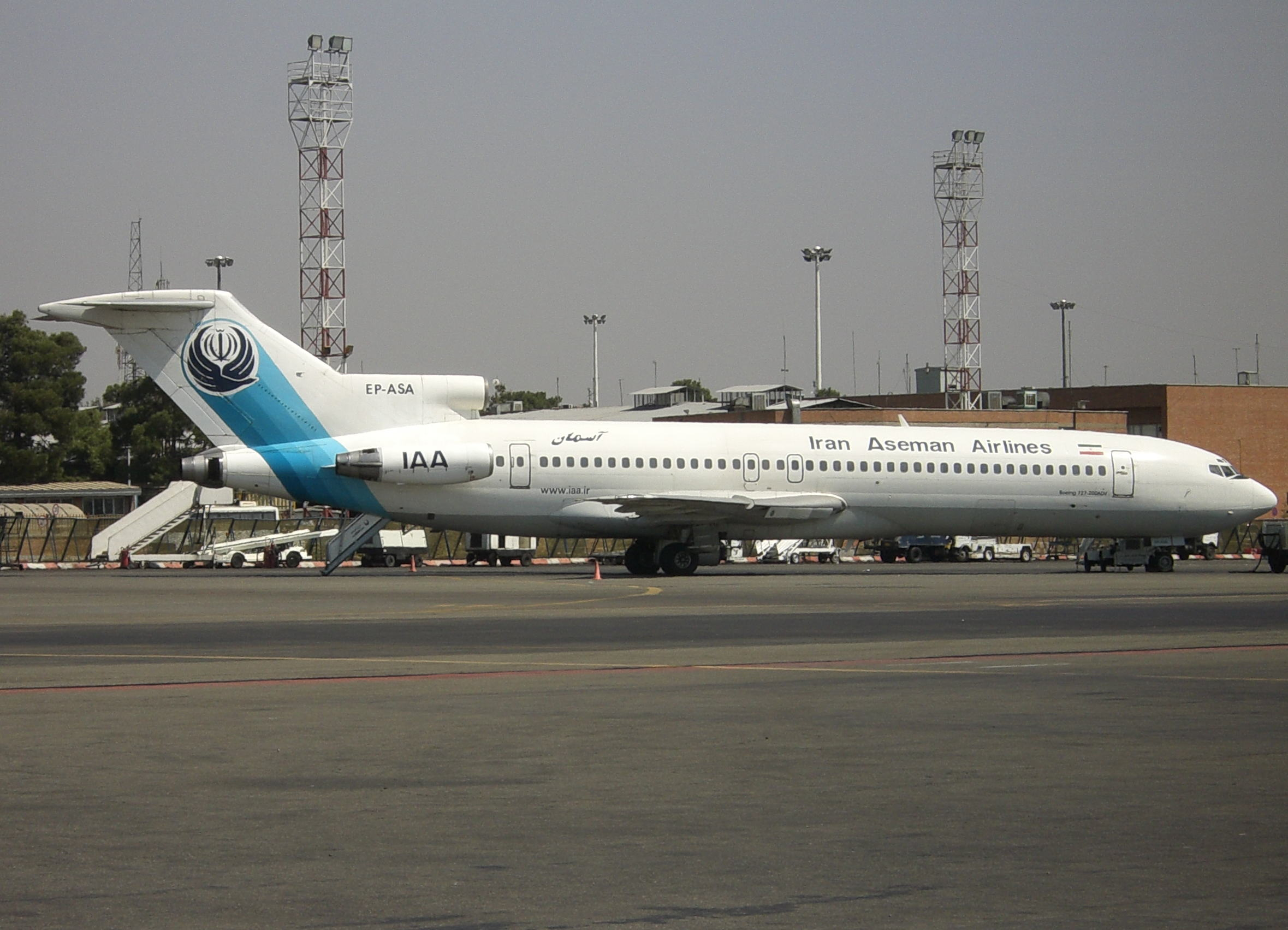
Een Boeing 727 van Iran Aseman Airlines in Teheran

Iran Aseman Airlines (Perzisch: هواپیمایی آسمان) is een Iraanse luchtvaartmaatschappij met Teheran als thuisbasis. Het voorziet in binnenlandse en regionale lijndienstvluchten in het gebied van de Perzische Golf.
Iran Aseman Airlines vliegt vanaf Mehrabad International Airport en Imam Khomeini International Airport in Teheran maar heeft ook bases op Shiraz International Airport, Mashhad International Airport en Dubai International Airport.

## Geschiedenis
Iran Aseman Airlines is opgericht in 1958 als Air Taxi Company door de familie van de Shah. In 1977 werd de naam gewijzigd in Pars Air en werd gestart met binnenlandse passagiersvluchten. In 2001 is de naam Iran Aseman Airlines in gebruik genomen.

### Ramp met vlucht 3704
Op 18 februari 2018 stortte vlucht 3704, uitgevoerd met een ATR 72, neer in het Zagrosgebergte in het zuiden van Iran. Het toestel was onderweg van Teheran naar Yasuj. Geen van de 65 inzittenden (zes bemanningsleden en 59 passagiers) overleefde het ongeluk.

## Vloot
In juli 2016 bestond de Iran Aseman Airlines vloot uit de volgende vliegtuigen: